# Dom Pedrito (kommun)
Dom Pedrito är en kommun i Brasilien.   Den ligger i delstaten Rio Grande do Sul, i den södra delen av landet, 1 800 km söder om huvudstaden Brasília. Antalet invånare är 38 916.
Följande samhällen finns i Dom Pedrito:
- Dom Pedrito

Trakten runt Dom Pedrito består i huvudsak av gräsmarker. Runt Dom Pedrito är det glesbefolkat, med 9 invånare per kvadratkilometer.